# Собі
Собі (Шобі) (*שֹׁבִי‎‎; д/н — бл. 950 до н. е.) — 3-й цар Аммону в 985/980—955/950 роках до н. е. Більшість відомостей про нього міститься в Біблії.

## Життєпис
Син царя Нахаша. після повалення його старшого брата Гануна військами юдейсько-ізраїльськогоц аря Давида стає новим царем Аммону. Визнав зверхність останнього. В подальшому справно сплачував данину та допомагав у боротьбі проти арамеїв.
Зберіг вірність новому цареві Юдеї-Ізраїлю Соломону, за якого видав свою доньку. Помер десь у 950-х роках до н. е. Про його наступнів нічого невідомо. Першим царем після Собі був Регоб, що панував у 1-й половині IX ст. до н. е.